# Karl Himmelstoss
Karl Himmelstoss, auch Karl Himmelstoß (* 7. Dezember 1872 in Breslau, Deutsches Kaiserreich; † März 1967 in München) war ein deutscher Bildhauer und Porzellanbildner.

## Leben
Karl Himmelstoss fertigte Architektur- und Kleinplastiken. Von 1912 bis 1938 entwarf er die zweithöchste Zahl von Figuren für die Porzellanmanufaktur Rosenthal, nur Ferdinand Liebermann formgestaltete in den Gründungsjahren der Kunstabteilung der Fabrik in Selb mehr Figuren. Zudem war Himmelstoss für die Schwarzburger Werkstätten für Porzellankunst, Heinrich Porzellan, die Porzellanfabrik Lorenz Hutschenreuther, die Königliche Porzellan-Manufaktur Berlin und die Porzellanmanufaktur Nymphenburg tätig. Auf dem Waldfriedhof Obermenzing in München fand er seine letzte Ruhe.
In der Zeit des Nationalsozialismus war Himmelstoss obligatorisches Mitglied der Reichskammer der bildenden Künste und u. a. 1939 und 1940 mit je einer Arbeit auf der Großen Deutschen Kunstausstellung in München vertreten, von denen Martin Bormann und Wilhelm Brückner je ein Exemplar der Statue Adagio für 2200 RM erwarben.

## Werke (Auswahl)

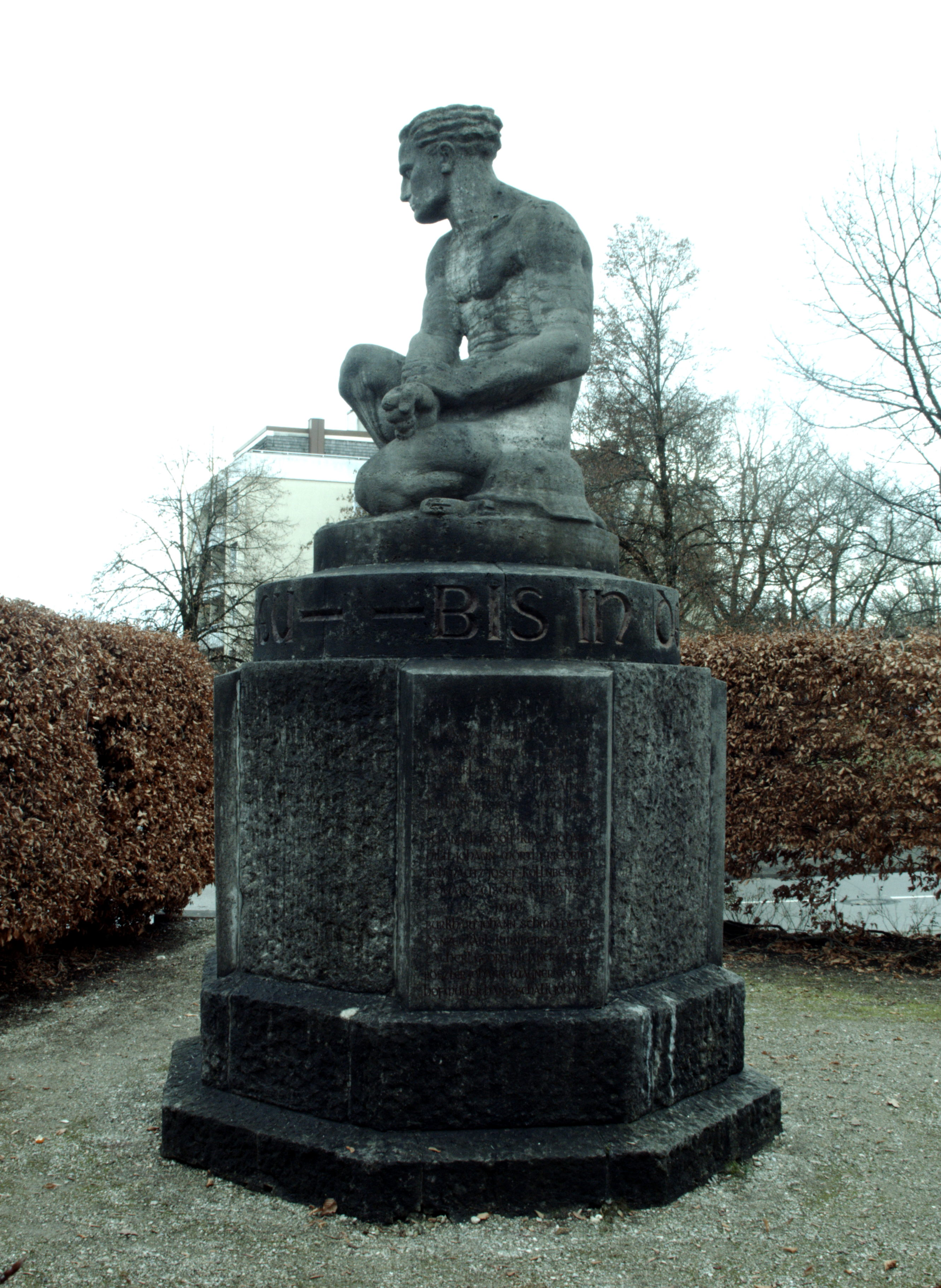
Heroenfigur von Karl Himmelstoss von 1929, Gauting

Himmelstoss wurde bekannt mit Werken wie Verliebt (Faun und Schmetterling, 1912), Festreigen (Fuß einer Tischlampe, Modellnr. K210, 1917) und Aschenschale  mit Türke (Modellnr. K 628, 1923). Auch war er bekannt für seine naturalistischen Tierdarstellungen. Andere seiner Werke trugen die Titel:
- Perlensucherin, 1917
- Mädchenfigur Lotosblume, 1922'
- Mädchen in hessischer Tracht, 1913
- Bajazzo, 1917
- Spanische Tänzerin Carmen, 1912
- Wundervogel
- Kind im Sessel, 1908
- Spatzengruppe, 1934
- Waldhornbläser, 1912
- Karl Valentin mit Flöte und Dackel

In der Bahnhofstraße 23D von Gauting besteht ein von Himmelstoss gefertigtes Kriegerdenkmal von 1929. Für die die Bildhauerarbeiten am Kriegerdenkmal auf dem Rohrbühl in Münchberg wurden Modelle von  Himmelstoss verwendet.